# Молчани
Молчани́ (рос. Молчаны) — присілок у Воткінському районі Удмуртії, Росія.
Населення становить 317 осіб (2010, 328 у 2002).
Національний склад (2002):
- росіяни — 76 %

Урбаноніми:
- вулиці — Дана, Лучна, Молодіжна, Північна, Польова, Широка
- провулки — Береговий, Лісовий, Польовий